# La fuga di Logan (serie televisiva)
La fuga di Logan è una serie televisiva della MGM Television Production, basata sul romanzo omonimo di William F. Nolan e George Clayton Johnson e riduzione televisiva del film omonimo La fuga di Logan di Michael Anderson.
La serie è composta da 14 episodi: l'episodio pilota di 90 minuti, scritto da William F. Nolan, e tredici episodi di 50 minuti l'uno, trasmessi negli Stati Uniti dalla CBS-TV dal 16 settembre 1977 al 6 febbraio 1978. In Italia è stata trasmessa nella fascia pomeridiana da Italia 1 nel 1984, seguita da repliche su Canale 5 e più recentemente dal canale satellitare Fantasy dal 5 marzo 2007.

## Trama
Il pilot della serie è una versione alternativa del film.
Nel XX secolo la Terra è stata sconvolta da una guerra nucleare globale. Duecento anni dopo i superstiti vivono divisi in piccole società autonome, come quella della città di Domes (la Città delle Cupole), edonistica e molto avanzata, nella quale, per ostacolare l'incremento demografico, è stata istituita una legge per cui tutti coloro che raggiungono l'età di trent'anni vengono sottoposti al rito del "Carousel" per essere rinnovati, ma in realtà vengono uccisi. Il protagonista, Logan 5, un sandmen (sorvegliante con il compito di sopprimere coloro che non vogliono sottostare al Carousel) si lascia convincere da Jessica 6 a ribellarsi a questa legge e a fuggire nel modo esterno, alla ricerca del luogo leggendario Sanctuary, ove regna la felicità e libertà assoluta, senza vincoli d'età.
Inizia per loro un'odissea interminabile, inseguiti dai guardiani della città, tra cui l'amico di Logan, Francis-7, alla ricerca di una possibilità di vita in superficie e affiancati dall'androide Rem, diventato loro amico durante la fuga. In un continuo inseguimento, i protagonisti si confrontano ogni puntata con diverse e spesso bizzarre comunità che vivono isolate in una Terra devastata da un lontano e terribile conflitto di cui si sono perse le tracce nella natura, nella geografia e nella memoria degli individui, alla ricerca del Santuario che non verrà mai trovato.

## Guest star
- Horst Buchholz - Borden nell'episodio 3 La caccia
- Mel Ferrer - Analog nell'episodio 5 L’uomo venuto dal passato
- William Smith - Modok nell'episodio 6 Esistenza a metà
- Kim Cattrall - Rama II nell'episodio 6 Esistenza a metà
- Christopher Stone - David Pera nell'episodio 6 Esistenza a metà
- Morgan Woodward - Morgan, uno degli anziani, negli episodi 9 Attento Giuda e 11 Carousell
- Melody Anderson - Sheila nell'episodio 11 Carousell
- Gerald McRaney - Gera nell'episodio 13 Giro di boa

## Episodi
| Stagione       | Episodi | Prima TV originale | Prima TV Italia |
| -------------- | ------- | ------------------ | --------------- |
| Prima stagione | 14      | 1977-1978          | 1984            |